# Памятник Пушкину (Рига)
Памятник Пушкину — скульптурный памятник русскому поэту Александру Сергеевичу Пушкину, установленный в августе 2009 года в центре Риги, в парке Кронвалда.
Церемония открытия состоялась в субботу, 22 августа 2009 года в 12 часов дня в присутствии рижского мэра Нила Ушакова, Чрезвычайного и полномочного посла РФ в Латвии Александра Альбертовича Вешнякова, митрополита Рижского и всея Латвии владыки Александра (Кудряшова) и других высокопоставленных гостей. На церемонии присутствовали около 200 рижан.
Памятник расположен на берегу Городского канала с правой стороны от факультета биологии Латвийского университета, в спокойном месте под раскидистым деревом. Бульвар, который проходит вдоль здания факультета, с 1899 по 1923 год носил название Пушкинского бульвара (поименован в честь столетия со дня рождения поэта). В начале Пушкинского бульвара к 1905 году было построено здание Второго городского русского театра, на сцене которого неоднократно ставились произведения основоположника русского литературного языка. Напротив парка некогда располагался домик коменданта Ермолая Керна, мужа одной из пушкинских муз, Анны Петровны Керн.
Автор скульптуры — Александр Таратынов (создатель памятника градоначальнику Павлу Фёдоровичу Дубровину в Даугавпилсе (см. Памятник Дубровину), а также создатель памятников Пушкину в Амстердаме и Белграде). Сам памятник был доставлен в Латвию из России.
Первоначально планировалось установить памятник Пушкину 6 июня, в 210-ю годовщину со дня его рождения, однако тогда от этой идеи пришлось отказаться, поскольку в этот день должны были проходить выборы в муниципальные органы власти и в Европейский парламент. Было решено перенести открытие памятника на конец августа.
Установка памятника стала возможной благодаря многолетним усилиям руководителей Пушкинского общества Латвии Светланы Видякиной и Леонида Ленца, которые предпринимали попытки добиться разрешения на установку памятника Пушкину ещё к 200-летию со дня рождения Пушкина, в 1999 году, однако тогда эта идея не вызвала отклика у руководителей города. Также установка скульптурного памятника оказалась возможной благодаря поддержке рижского Дома Москвы. Финансовую поддержку оказал международный фонд имени Игоря Долгорукова.
В правой руке Пушкин держит перчатку, которая, по словам Светланы Видякиной, которая также выступила с речью на церемонии открытия памятника, олицетворяет собой символ вечной борьбы (вечного вызова на дуэль): в биографии Пушкина была 21 дуэль.
Демонтирован в ночь на 30 мая 2023 года.

## Протесты против памятника
Ещё накануне установки памятника ряд представителей латвийской интеллигенции подписали коллективное письмо-обращение, в котором высказались против установки памятника Пушкину именно в парке Кронвалда. В числе подписавшихся были представители Студенческого совета Латвийского университета, члены нескольких студенческих корпораций этого же учебного заведения (таких как Lettonia, Selonija, Fraternitas Vanenica), а также бывший гендиректор Латвийского национального телевидения (телекомпания LNT) Улдис Грава.
В 2022 году, после начала российского вторжения в Украину, памятник стал восприниматься частью рижской общественности как один из символов российской имперской пропаганды, недопустимой в контексте текущих событий. В день 104-летия Латвийской Республики памятник оказался раскрашен в цвета латвийского флага, а в конце ноября 2022 года на портале общественных инициатив manabalss.lv был организован сбор подписей за его снос, для их передачи в Рижскую думу.